# Giardino dei glicini di Kawachi
Il giardino dei glicini di Kawachi (河内藤園? noto anche come Giardino Kawachi Fuji o Kawachi Wisteria Garden) è un parco situato nella città di Kitakyūshū.

## Storia
Il parco, il cui accesso è a pagamento, è stato aperto nell'aprile del 1977. I giardini sono celebri per le sue numerose pergole di glicine, del quale sono presenti oltre venti specie e centocinquanta piante; tra esse, sono particolarmente conosciute la Wisteria sinensis e la Wisteria floribunda. La maggiore fioritura dei glicini nel parco avviene nel corso della settimana d'oro, quando arrivano a espandersi per oltre 1000 metri quadrati. Alcune pergole di glicine giungono ad avere una lunghezza di 80 e 110 metri.